# Riudellots de la Selva
Riudellots de la Selva település Spanyolországban, Girona tartományban. Riudellots de la Selva Aiguaviva, Fornells de la Selva, Campllong, Sant Andreu Salou, Caldes de Malavella és Vilobí d’Onyar községekkel határos. Lakosainak száma 2142 fő (2024).

## Népesség
A település népessége az elmúlt években az alábbi módon változott:
| Lakosok száma | 347  | 840  | 864  | 881  | 1243 | 1735 | 1984 | 2026 | 2076 | 2142 |
|               | 1717 | 1887 | 1936 | 1960 | 1986 | 2004 | 2009 | 2014 | 2019 | 2024 |